# 麥氏珍燈魚
麥氏珍灯鱼（学名：[Lampanyctus macdonaldi] 错误：{{Lang}}：文本有斜体标记（帮助））为輻鰭魚綱燈籠魚目灯笼鱼科的其中一種。分布于大西洋及南冰洋海域，為深海魚類，棲息深度可達60-1464公尺，體長可達16公分。

## 扩展阅读
維基物種上的相關：麥氏珍灯鱼